# 1 Specjalna Ochotnicza Sotnia Górska
1 Specjalna Ochotnicza Sotnia Górska (ros. 1-я особая добровольческая горная сотня) – oddział wojskowy złożony z Kozaków podczas II wojny światowej
Sotnia została sformowana w listopadzie/grudniu 1942 r. w stanicy Psiebajskaja. Na jej czele stanął sotnik P. F. Biespałow. Była jednym z pierwszych oddziałów wojskowych złożonych z Kozaków kubańskich na służbie niemieckiej. Wszyscy oni byli ochotnikami, którzy przybyli wraz ze swoimi końmi, uzbrojeniem i wyposażeniem. Chrzest bojowy oddział przeszedł zimą 1942/1943 r., kiedy nad Czarną Rzeczką zaatakowali partyzantów. 11 stycznia 1943 r. Kozacy złożyli przysięgę wojskową. Dołączyli do nich nowi ochotnicy, w wyniku czego liczebność wzrosła do ok. 140 ludzi. Wkrótce w rejonie stanic Woroneżskaja i Starokursunskaja doszło do ciężkich walk z silnymi oddziałami Armii Czerwonej. Na pocz. lutego tego roku oddział został okrążony w rejonie Krasnodaru, ale za cenę dużych strat udało się Kozakom wydostać.